# Pemberton (Colombie-Britannique)
Pour les articles homonymes, voir Pemberton.
Pemberton est un village du district régional de Squamish-Lillooet, dont il est le siège, en Colombie-Britannique au Canada. Il se situe dans la chaîne Côtière, plus précisément la vallée de Pemberton, au nord de Whistler et Vancouver. 

## Démographie
| 2001  | 2006  | 2011  | 2016  |
| ----- | ----- | ----- | ----- |
| 1 642 | 2 192 | 2 434 | 2 574 |

## Toponymie
La commune est nommée d'après Joseph Despard Pemberton, gouverneur de la colonie de l'Île de Vancouver de 1849 à 1866.

## Historique
Située sur le territoire traditionnel de la Nation Lil'wat, la région est progressivement explorée par la Compagnie de la Baie d'Hudson. L'exploitation minière qui découle de la ruée vers l'or du canyon du Fraser entraîne les premières installations d'Européens, favorisées ensuite par le chemin de fer construit au début du XXe siècle. Pemberton devient une municipalité de Colombie-Britannique en 1956.

## Accès
Pemberton est desservi par le chemin de fer et l'autoroute provinciale 99. 